# Andrija Živković
Andrija Živković (Servisch: Андрија Живковић) (Niš, 11 juli 1996) is een Servisch voetballer die doorgaans als offensieve middenvelder speelt. Hij verruilde Benfica in september 2020 transfervrij voor PAOK Saloniki. Živković debuteerde in 2013 in het Servisch voetbalelftal.

## Clubcarrière
Živković stroomde in 2013 door uit de jeugdopleiding van FK Partizan. Hij maakte op 28 april 2013 zijn profdebuut, tegen Novi Pazar. Hij viel na 65 minuten in voor Darko Brašanac. De wedstrijd eindigde in een doelpuntenloos gelijkspel. Živković speelde vervolgens meer dan zestig competitiewedstrijden voor Partizan en werd daarmee in zowel het seizoen 2012/13 als dat van 2014/15 kampioen in de Superliga. Daarnaast speelde hij met de club in zowel de Europa League als de voorronden van de Champions League. Vanaf de winterstop van het seizoen 2015/16 kwam Živković geen wedstrijd meer in actie voor Partizan, nadat hij weigerde zijn aflopende contract te verlengen.
Živković tekende in juli 2016 een contract tot medio 2021 bij Benfica, de kampioen van Portugal in de voorgaande drie seizoenen. Dat lijfde hem transfervrij in. Živković werd bij de Portugese club nooit een vaste basisspeler. Na een eerste seizoen waarin hij bijna net zo veel reserve stond als speelde, leek er in 2017/18 even sprake van een opgaande lijn.  Die bleek daarna meteen weer over. Mede door een trainingsachterstand en verschillende blessures kwam hij in 2019/20 vrijwel niet meer in actie voor Benfica.
Živković verruilde Benfica in september 2020 transfervrij voor PAOK Saloniki. Hier speelde hij zich binnen een seizoen wel weer in het basiselftal. Hij won in zijn eerste jaar de nationale beker met de Grieken door in de finale kampioen Olympiakos Piraeus te verslaan. Hij maakte dat seizoen ook voor het eerst in zijn carrière tien doelpunten in de competitie. Živković bereikte in 2021/22 de kwartfinales van de Conference League met PAOK en zowel dat jaar als in 2022/23 opnieuw de bekerfinale.

## Clubstatistieken
| Seizoen     | Club          | Competitie    | Competitie | Competitie | Beker | Beker | Internationaal | Internationaal | Totaal | Totaal |
| Seizoen     | Club          | Competitie    | Wed.       | Dlp.       | Wed.  | Dlp.  | Wed.           | Dlp.           | Wed.   | Dlp.   |
| ----------- | ------------- | ------------- | ---------- | ---------- | ----- | ----- | -------------- | -------------- | ------ | ------ |
| 2012/13     | FK Partizan   | Superliga     | 1          | 0          | 0     | 0     | 0              | 0              | 1      | 0      |
| 2013/14     | FK Partizan   | Superliga     | 23         | 5          | 1     | 0     | 1              | 0              | 25     | 5      |
| 2014/15     | FK Partizan   | Superliga     | 24         | 5          | 6     | 2     | 10             | 0              | 40     | 7      |
| 2015/16     | FK Partizan   | Superliga     | 15         | 7          | 1     | 0     | 11             | 5              | 27     | 12     |
| Club totaal | Club totaal   | Club totaal   | 63         | 17         | 8     | 2     | 22             | 5              | 93     | 24     |
| 2016/17     | Benfica       | Primeira Liga | 15         | 0          | 7     | 1     | 1              | 0              | 23     | 1      |
| 2017/18     | Benfica       | Primeira Liga | 21         | 3          | 4     | 0     | 5              | 0              | 30     | 3      |
| 2018/19     | Benfica       | Primeira Liga | 16         | 0          | 5     | 0     | 8              | 0              | 29     | 0      |
| 2019/20     | Benfica       | Primeira Liga | 3          | 0          | 1     | 0     | 0              | 0              | 4      | 0      |
| Club totaal | Club totaal   | Club totaal   | 55         | 3          | 17    | 1     | 14             | 0              | 86     | 4      |
| 2020/21     | PAOK Saloniki | Super League  | 33         | 10         | 6     | 1     | 9              | 3              | 48     | 14     |
| 2021/22     | PAOK Saloniki | Super League  | 31         | 3          | 7     | 0     | 14             | 4              | 52     | 7      |
| 2022/23     | PAOK Saloniki | Super League  | 33         | 7          | 6     | 0     | 2              | 0              | 41     | 7      |
| Club totaal | Club totaal   | Club totaal   | 97         | 20         | 19    | 1     | 25             | 7              | 141    | 28     |

Bijgewerkt t/m 26 juli 2023

## Interlandcarrière
Živković scoorde zeven keer in acht wedstrijden voor Servië –16. Hij maakte zes doelpunten in vijf wedstrijden voor Servië –17. Živković debuteerde op vrijdag 11 oktober 2013 in het Servisch voetbalelftal, tijdens een oefeninterland tegen Japan (2–0). Hij viel in die wedstrijd na 60 minuten in voor Zoran Tošić. Hij speelde daarna tot 2017 weer vrijwel alleen voor nationale jeugdelftallen. Zo werd hij in 2015 wereldkampioen –20 met Servië –20. Živković maakte na vijf interlands in 2017 deel uit van de Servische selectie die onder leiding van bondscoach Mladen Krstajić deelnam aan het WK 2018 in Rusland. Daar sneuvelde de ploeg in de voorronde na een overwinning op Costa Rica (1–0) en nederlagen tegen achtereenvolgens Zwitserland (1–2) en Brazilië (0–2). Živković kwam in een van de drie WK-duels in actie voor zijn vaderland. Bondscoach Dragan Stojković nam Živković mee naar het WK 2022. Hierop was hij basisspeler in alle drie de wedstrijden van de Serviërs.

## Erelijst
| Competitie                      | Aantal      | Jaren            |             |             |
| FK Partizan                     | FK Partizan | FK Partizan      | FK Partizan | FK Partizan |
| ------------------------------- | ----------- | ---------------- | ----------- | ----------- |
| Kampioen Superliga              | 2x          | 2012/13, 2014/15 |             |             |
| Beker van Servië                | 1x          | 2015/16          |             |             |
| Benfica                         |             |                  |             |             |
| Kampioen Primeira Liga          | 2x          | 2016/17, 2018/19 |             |             |
| Beker van Portugal              | 1x          | 2016/17          |             |             |
| PAOK Saloniki                   |             |                  |             |             |
| Beker van Griekenland           | 1x          | 2020/21          |             |             |
| Servië –20                      |             |                  |             |             |
| Wereldkampioenschap voetbal –20 | 1x          | 2015             |             |             |

1 Pavlenka ·
2 Camara ·
4 Peña ·
5 Michailidis ·
6 Lovren ·
7 Konstantelias ·
9 Tsjalov ·
11 Taison ·
14 Živković ·
15 Colley ·
16 Kędziora ·
18 Gómez ·
19 Otto ·
20 Vieirinha  ·
21 Rahman ·
22 Schwab ·
23 Sastre ·
25 Thymianis ·
27 Ozdojev ·
28 Wieteska ·
42 Kotarski ·
47 Shoretire ·
70 Samatta ·
71 Thomas ·
77 Despodov ·
80 Pelkas ·
82 Meïté ·
99 Tsiftsis ·
Coach: Lucescu
1 Stojković ·
2 Rukavina ·
3 Tošić ·
4 Milivojević ·
5 Spajić ·
6 Ivanović ·
7 Živković ·
8 Prijović ·
9 Mitrović ·
10 Tadić ·
11 Kolarov  ·
12 Rajković ·
13 Veljković ·
14 Rodić ·
15 Milenković ·
16 Grujić ·
17 Kostić ·
18 Radonjić ·
19 Jović ·
20 Milinković-Savić ·
21 Matić ·
22 Ljajić ·
23 Dmitrović ·
Coach: Krstajić
1 Dmitrović ·
2 Pavlović ·
3 Eraković ·
4 Milenković ·
5 Veljković ·
6 Maksimović ·
7 Radonjić ·
8 Gudelj ·
9 Mitrović ·
10 Tadić  ·
11 Jović ·
12 Rajković ·
13 Mitrović ·
14 Živković ·
15 Babić ·
16 Lukić ·
17 Kostić ·
18 Vlahović ·
19 Račić ·
20 S. Milinković-Savić ·
21 Đuričić ·
22 Lazović ·
23 V. Milinković-Savić ·
24 Ilić ·
25 Mladenović ·
26 Grujić ·
Coach: Stojković
1 Rajković ·
2 Pavlović ·
3 Stojić ·
4 Milenković ·
5 Maksimović ·
6 Gudelj ·
7 Vlahović ·
8 Jović ·
9 Mitrović ·
10 Tadić  ·
11 Kostić ·
12 Petrović ·
13 Veljković ·
14 Živković ·
15 Babić ·
16 Mijailović ·
17 Ilić ·
18 Ratkov ·
19 Samardžić ·
20 S. Milinković-Savić ·
21 Gaćinović ·
22 Lukić ·
23 V. Milinković-Savić ·
24 Spajić ·
25 Mladenović ·
26 Birmančević ·
Coach: Stojković